# Uropyxis wiehei
Uropyxis wiehei är en svampart som beskrevs av Cummins 1956. Uropyxis wiehei ingår i släktet Uropyxis och familjen Uropyxidaceae.   Inga underarter finns listade i Catalogue of Life.